# Lijst van Xbox-spellen die speelbaar zijn op Xbox 360
Dit is een lijst van Xbox-spellen die speelbaar zijn op Xbox 360 door middel van achterwaartse compatibiliteit.

## 0-9
- 2006 FIFA World Cup
- 25 to Life
- 4x4 Evo 2

## A
- Aggressive Inline
- Air Force Delta Storm
- Alias
- Aliens versus Predator: Extinction
- All-Star Baseball 2003
- All-Star Baseball 2005
- America's Army: Rise of a Soldier
- AMF Bowling 2004
- Amped: Freestyle Snowboarding
- Amped 2
- APEX
- Aquaman: Battle of Atlantis
- Arena Football
- Armed and Dangerous
- Army Men: Major Malfunction
- Atari Anthology
- ATV Quad Power Racing 2
- Auto Modellista
- Avatar: The Legend of Aang

## B
- Bad Boys: Miami Takedown
- Baldur's Gate: Dark Alliance
- Baldur's Gate: Dark Alliance II
- Barbarian
- Barbie Horse Adventures: Wild Horse Rescue
- The Bard's Tale
- Bass Pro Shops Trophy Hunter 2007
- Batman Begins
- Batman: Rise of Sin Tzu
- Battle Engine Aquila
- Battlestar Galactica
- Big Mutha Truckers
- Bionicle
- Bistro Cupid
- Black
- Blade II
- Blinx: The Time Sweeper
- Blinx 2: Masters of Time & Space
- Blitz: The League
- Blood Omen 2
- BloodRayne 2
- BlowOut
- BMX XXX
- Breakdown
- Brute Force
- Buffy the Vampire Slayer
- Buffy the Vampire Slayer: Chaos Bleeds
- Burnout
- Burnout 2: Point of Impact
- Burnout 3: Takedown

## C
- Cabela's Big Game Hunter 2005 Adventures
- Cabela's Dangerous Hunts
- Cabela's Dangerous Hunts 2
- Cabela's Outdoor Adventures
- Cabela's Deer Hunt: 2004 Season
- Cabela's Deer Hunt: 2005 Season
- Call of Cthulhu: Dark Corners of the Earth
- Call of Duty 2: Big Red One
- Call of Duty 3
- Call of Duty: Finest Hour
- Cars
- Catwoman
- Championship Manager 2006
- Chicago Enforcer
- Circus Maximus: Chariot Wars
- Close Combat: First to Fight
- Cold Fear
- Cold War
- Colin McRae Rally 04
- Colin McRae Rally 2005
- Combat Elite: WWII Paratroopers
- Combat Taskforce: 121
- Commandos 2: Men of Courage
- Conflict: Desert Storm
- Conker: Live & Reloaded
- Constantine
- Counter-Strike
- Crash Bandicoot: The Wrath of Cortex
- Crash Nitro Kart
- Crash Twinsanity
- Crimson Skies: High Road to Revenge
- Crouching Tiger, Hidden Dragon

## D
- The Da Vinci Code
- Dai Senryaku VII: Modern Military Tactics
- Dance Dance Revolution Ultramix 4
- Dark Angel
- Darkwatch
- Dave Mirra Freestyle BMX 2
- Dead or Alive 3
- Dead or Alive Ultimate
- Dead to Rights
- Demon Stone
- Deathrow
- Destroy All Humans!
- Digimon Rumble Arena 2
- Dinotopia: The Sunstone Odyssey
- Doom 3
- Doom 3: Resurrection of Evil
- Drake of the 99 Dragons
- Dreamfall: The Longest Journey
- Drive to Survive
- Dungeons and Dragons: Heroes
- Dynasty Warriors 4

## E
- Egg Mania: Eggstreme Madness
- The Elder Scrolls III: Morrowind
- ESPN College Hoops
- ESPN College Hoops 2K5
- ESPN Major League Baseball
- ESPN MLS ExtraTime 2002
- ESPN NFL 2K5
- ESPN NHL 2K5
- Euro 2004
- Evil Dead: A Fistful of Boomstick
- Evil Dead Regeneration
- Ex Chaser
- Exaskeleton

## F
- F1 2001
- Fable
- Fable: The Lost Chapters
- Fahrenheit
- The Fairly OddParents: Breakin' Da Rules
- Family Guy Video Game!
- Fantastic Four
- Far Cry Instincts
- FIFA 06
- FIFA 07
- FIFA Football 2003
- FIFA Football 2004
- FIFA Football 2005
- FIFA Street 2
- Fight Night 2004
- Fight Night Round 2
- Fight Night Round 3
- Final Fight Streetwise
- FlatOut
- Flight Academy
- Ford Mustang Racing
- Ford vs. Chevy
- Forza Motorsport
- Freedom Fighters
- Freestyle Street Soccer
- Frogger Beyond
- Full Spectrum Warrior
- Full Spectrum Warrior: Ten Hammers
- Futurama
- Future Tactics: The Uprising
- Fuzion Frenzy

## G
- Galleon
- Gauntlet: Seven Sorrows
- Godzilla: Destroy All Monsters Melee
- Godzilla: Save the Earth
- GoldenEye: Rogue Agent
- The Great Escape
- Genma Onimusha
- Goblin Commander: Unleash the Horde
- Grabbed by the Ghoulies
- Grand Theft Auto III
- Grand Theft Auto: San Andreas
- Grand Theft Auto: Vice City
- Gravity Games Bike: Street. Vert. Dirt.
- Greg Hastings Tournament Paintball
- Grooverider: Slot Car Thunder
- Guilty Gear Isuka
- Guilty Gear XX#Reload
- The Guy Game

## H
- Half-Life 2
- Halo 2
- Halo: Combat Evolved
- Harry Potter en de Geheime Kamer
- Harry Potter en de Gevangene van Azkaban
- Harry Potter en de Steen der Wijzen
- Harry Potter en de Vuurbeker
- High Heat: Major League Baseball 2004
- High Rollers Casino
- Hitman: Contracts
- Hot Wheels: Stunt Track Challenge
- The House of the Dead III
- Hulk
- Hunter: The Reckoning

## I
- IHRA Drag Racing: Sportsman Edition
- IHRA Professional Drag Racing 2005
- The Incredible Hulk: Ultimate Destruction
- The Incredibles
- The Incredibles: Rise of the Underminer
- Indiana Jones and the Emperor's Tomb
- IndyCar Series 2005
- I-Ninja
- Innocent Tears
- Intellivision Lives!

## J
- Jade Empire
- James Bond 007: Nightfire
- Jet Set Radio Future
- Judge Dredd: Dredd Vs. Death
- Junko Takahashi's Mahjong Seminar
- Jurassic Park: Operation Genesis
- Justice League Heroes

## K
- Kabuki Warriors
- Kelly Slater's Pro Surfer
- Kill Switch
- King Arthur
- The King of Fighters 2002
- The King of Fighters 2003
- The King of Fighters Neowave
- Kingdom Under Fire: The Crusaders
- Kunio Yonenaga's Shogi Seminar

## L
- Lake Masters
- The Legend of Spyro: A New Beginning
- LEGO Star Wars: The Video Game
- LEGO Star Wars II: The Original Trilogy
- Leisure Suit Larry: Magna Cum Laude
- Lemony Snicket's A Series of Unfortunate Events
- Links 2004
- Loons: The Fight for Fame
- The Lord of the Rings: The Return of the King
- The Lord of the Rings: The Third Age

## M
- Mad Dash Racing
- Magatama
- Magic: The Gathering – Battlegrounds
- Manhunt
- Mashed Fully Loaded
- Mat Hoffman's Pro BMX 2
- Marvel Nemesis: Rise of the Imperfects
- Marvel vs. Capcom 2
- Max Payne
- Max Payne 2: The Fall of Max Payne
- Maximum Chase
- MechAssault 2: Lone Wolf
- Medal of Honor: European Assault
- Medal of Honor: Frontline
- Medal of Honor: Rising Sun
- Meet the Robinsons
- Mega Man Anniversary Collection
- Mercenaries: Playground of Destruction
- Metal Arms: Glitch in the System
- Micro Machines
- Mike Tyson Heavyweight Boxing
- Minority Report: Everybody Runs
- MLB SlugFest 2003
- MLB SlugFest 2004
- MLB Slugfest: Loaded
- Monster Garage
- Mortal Kombat: Armageddon
- Mortal Kombat: Deception
- MVP Baseball 2004
- MotoGP
- MotoGP 2
- MTV Music Generator 3
- MTX Mototrax
- Murakumo: Renegade Mech Pursuit
- Muzzle Flash
- MX Unleashed
- MX vs. ATV Unleashed
- MX World Tour featuring Jamie Little
- Myst III: Exile

## N
- Namco Museum
- NASCAR 2006: Total Team Control
- NASCAR Thunder 2002
- NASCAR Thunder 2003
- NBA 2K3
- NBA Ballers
- NBA Inside Drive 2002
- NBA Live 2002
- NBA Live 2004
- NBA Street V3
- NCAA College Basketball 2K3
- NCAA Football 06
- NCAA March Madness 06
- NCAA March Madness 2005
- Need for Speed: Underground 2
- NFL 2K2
- NFL 2K3
- NFL Blitz 2002
- NFL Blitz 2003
- NFL Blitz 2004
- NFL Fever 2004
- NHL 2005
- NHL 2K3
- NHL Hitz 2003
- NHL Hitz Pro
- NightCaster
- Ninja Gaiden
- Ninja Gaiden Black
- Nobunaga no Yabou: Ranseiki
- NTRA Breeders' Cup World Thoroughbred Championships

## O
- Oddworld: Munch's Oddysee
- Open Season
- Outlaw Golf 2
- Outlaw Golf 9 More Holes of X-mas
- Outlaw Tennis
- Outlaw Volleyball
- Outlaw Volleyball: Red Hot
- OutRun 2
- OutRun 2006: Coast 2 Coast
- Over the Hedge

## P
- Pac-Man World 3
- Panzer Dragoon Orta
- Panzer Elite Action: Fields of Glory
- Pariah
- Petit Copter
- Phantom Crash
- Phantom Dust
- Playboy the Mansion
- Plus Plumb 2
- Pinball Hall of Fame: The Gottlieb Collection
- Pitfall: The Lost Expedition
- Predator: Concrete Jungle
- Prince of Persia: The Sands of Time
- Pro Cast Sports Fishing
- Pro Evolution Soccer 5
- Pro Race Driver
- Project Gotham Racing
- Project Gotham Racing 2
- Project Zero
- Project Zero II: Crimson Butterfly
- Psychonauts
- Psyvariar 2: Extended Edition
- Pump It Up: Exceed
- The Punisher
- Pure Pinball
- Puyo Pop Fever

## Q
- Quantum Redshift

## R
- RalliSport Challenge
- Rapala Pro Fishing
- Rayman 3: Hoodlum Havoc
- Rayman M
- Raze's Hell
- Red Dead Revolver
- Red Faction II
- RedCard 20-03
- Reservoir Dogs
- Return To Castle Wolfenstein: Tides of War
- Rent-A-Hero No. 1
- Richard Burns Rally
- RoadKill
- Robin Hood: Defender of the Crown
- Robotech: Battlecry
- Rocky
- Rocky Legends
- Rogue Ops
- Rogue Trooper
- Rugby 2006
- RugbyLeague 2
- Run Like Hell: Hunt or Be Hunted

## S
- Samurai Jack
- Samurai Warriors
- Scarface: The World is Yours
- Scooby-Doo! Night of 100 Frights
- Scrapland
- Sega GT 2002
- Sega GT Online
- Sega Soccer Slam
- Serious Sam
- Shadow the Hedgehog
- Shadow Ops: Red Mercury
- Shamu's Deep Sea Adventures
- Shark Tale
- Shattered Union
- ShellShock: Nam '67
- Shenmue II
- Shincho Mahjong
- Shrek 2
- Shrek: Super Party
- Showdown: Legends of Wrestling
- Sid Meier's Pirates!
- Silent Hill 2: Restless Dreams
- Silent Hill 4: The Room
- The Simpsons: Hit & Run
- The Simpsons: Road Rage
- De Sims 2
- Smashing Drive
- Sneakers
- Sniper Elite
- Sonic Heroes
- Sonic Mega Collection Plus
- Sonic Riders
- Soulcalibur II
- Spawn: Armageddon
- Speed Kings
- Sphinx and the Cursed Mummy
- Spider-Man
- Spider-Man 2
- Splat Magazine Renegade Paintball
- SpongeBob SquarePants: Battle for Bikini Bottom
- SpongeBob SquarePants: Lights, Camera, Pants!
- The SpongeBob SquarePants Movie
- Spy Hunter 2
- Spy Hunter: Nowhere to Run
- Spyro: A Hero's Tail
- SSX 3
- Stake: Fortune Fighters
- Starsky and Hutch
- Star Trek: Shattered Universe
- Star Wars: Battlefront
- Star Wars: Battlefront II
- Star Wars Episode III: Revenge of the Sith
- Star Wars Jedi Knight: Jedi Academy
- Star Wars: Jedi Starfighter
- Star Wars: Knights of the Old Republic
- Star Wars: Knights of the Old Republic II: The Sith Lords
- Star Wars: Republic Commando
- Star Wars: The Clone Wars
- State of Emergency
- Street Fighter Anniversary Collection
- Street Racing Syndicate
- Stubbs the Zombie in "Rebel Without a Pulse"
- The Suffering
- Surf's Up
- Super Bubble Pop
- Super Monkey Ball Deluxe
- SX Superstar
- Syberia II
- soulCalibur 2

## T
- Taz: Wanted
- Tecmo Classic Arcade
- Teenage Mutant Ninja Turtles
- Teenage Mutant Ninja Turtles: Mutant Melee
- Tenerezza
- The Terminator: Dawn of Fate
- Terminator 3: Rise of the Machines
- Test Drive
- Test Drive: Eve of Destruction
- Tetris Worlds
- Tetsuya Nakajima's Othello Seminar
- Thief: Deadly Shadows
- The Thing
- Thrillville
- Thousand Land
- Tiger Woods PGA Tour 07
- TMNT
- Tom and Jerry: War of the Whiskers
- Tom Clancy's Ghost Recon
- Tom Clancy's Ghost Recon 2
- Tom Clancy's Ghost Recon 2: Summit Strike
- Tom Clancy's Ghost Recon: Island Thunder
- Tom Clancy's Rainbow Six 3
- Tom Clancy's Rainbow Six 3: Black Arrow
- Tom Clancy's Rainbow Six: Lockdown
- Tom Clancy's Splinter Cell
- Tom Clancy's Splinter Cell: Chaos Theory
- Tom Clancy's Splinter Cell: Double Agent
- Tom Clancy's Splinter Cell: Pandora Tomorrow
- Tony Hawk's American Wasteland
- Tony Hawk's Pro Skater 2X
- Tony Hawk's Pro Skater 3
- Tony Hawk's Pro Skater 4
- Tony Hawk's Underground
- Tony Hawk's Underground 2
- Torino 2006
- Tork: Prehistoric Punk
- Toxic Grind
- TransWorld Surf: Next Wave
- Trigger Man
- Trivial Pursuit Unhinged
- True Crime: Streets of LA
- Turok: Evolution
- Ty the Tasmanian Tiger
- Ty the Tasmanian Tiger 2: Bush Rescue
- Ty the Tasmanian Tiger 3: Night of the Quinkan

## U
- Ultimate Spider-Man
- Ultra Bust-a-Move
- Unreal Championship 2: The Liandri Conflict
- Urban Freestyle Soccer
- The Urbz: Sims in the City

## V
- V8 Supercars 2
- Van Helsing
- Vexx
- Vietcong: Purple Haze
- Volvo: Drive for Life

## W
- WarPath
- Wakeboarding Unleashed: Featuring Sean Murray
- Whacked!
- WinBack 2: Project Poseidon
- World Soccer Winning Eleven 8
- World Soccer Winning Eleven 9
- World Series Baseball 2K3
- World Championship Pool 2004
- Worms 3D
- Worms 4: Mayhem
- Worms Forts: Under Siege
- Wrath Unleashed
- WWF Raw
- WWE Raw 2

## X Y Z
- X-Men Legends
- X2: Wolverine's Revenge
- XIII
- Xiaolin Showdown
- Yourself!Fitness
- Yu-Gi-Oh! The Dawn of Destiny
- Yukari Umesawa's Igo Seminar
- Zapper: One Wicked Cricket
- Zathura